# NGC 3047
NGC 3047 (również PGC 28577 lub UGC 5323) – galaktyka spiralna (S?), znajdująca się w gwiazdozbiorze Sekstantu. Odkrył ją George Hough 24 kwietnia 1883 roku. Tworzy parę z sąsiednią, mniejszą galaktyką PGC 28572, zwaną też NGC 3047A lub NGC 3047B. W niektórych katalogach, np. w bazie SIMBAD, numerem NGC 3047 oznaczona jest para galaktyk.